# Christopher Coke

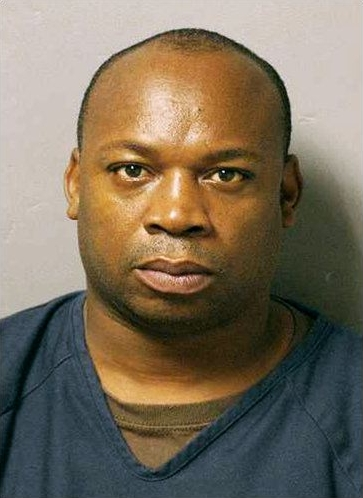
Christopher Coke auf einem Mugshot im Jahr 2011

Christopher „Dudus“ Coke (* 13. März 1969) ist ein jamaikanischer mutmaßlicher Drogenhändler.
Die US-Behörden betrachteten Coke als einen der gefährlichsten Drogenhändler weltweit. Laut den Vorwürfen leitet er das Drogenkartell Shower Posse, das mit Kokain- und Waffenhandel in Verbindung gebracht wird. Die Gruppierung verkaufte laut der US-Drogenfahndung Marihuana und Crack in New York. Ein Auslieferungsantrag bestand seit August 2009.
Coke wurden gute Beziehungen zu der seit 2007 in Jamaika regierenden Jamaica Labour Party nachgesagt. Gegen seine Auslieferung im Jahr 2010 fanden Demonstrationen statt. Die Zeitung Jamaica Gleaner berichtete, er sei bei vielen Jamaikanern beliebt, weil er Kindern den Schulbesuch ermögliche, Nahrungsmittel kaufe und Streitigkeiten schlichte.

## Kämpfe um die Auslieferung
Um seine Auslieferung an die USA, wo ihm lebenslange Haft drohte, zu verhindern, lieferten sich seine Anhänger im Mai 2010 tagelange Kämpfe mit den jamaikanischen Sicherheitskräften. Schließlich rief Ministerpräsident Bruce Golding den Ausnahmezustand in Teilen von Kingston und dem angrenzenden Bezirk Saint Andrew Parish aus. Bei Kämpfen kamen zwischen dem 23. Mai und dem 25. Mai mindestens vier Menschen ums Leben. Dabei griffen Cokes Anhänger drei Polizeistationen an, von denen eine in Flammen aufging. Das US-Außenministerium warnte vor Reisen nach Kingston und Umgebung.
Am 26. Mai durchkämmten die Sicherheitskräfte Tivoli Gardens, den vermuteten Aufenthaltsort Cokes. Die Behörden gaben die Anzahl der Toten mit 73 an und sprachen von fast 500 Festnahmen.
Am 1. Juni stellte sich Cokes Bruder Leighton „Livity“ Coke den Behörden.
Christopher Coke selbst wurde drei Wochen später, am 22. Juni 2010, von Polizisten erkannt. Zu diesem Zeitpunkt trug er eine Perücke, hatte seinen Bart entfernt und war in Begleitung eines Geistlichen. Er ließ sich widerstandslos festnehmen, verzichtete auf Rechtsmittel gegen seine Auslieferung und wurde am 24. Juni an die Vereinigten Staaten ausgeliefert.
Dudus ist seitdem in der Obhut der Drug Enforcement Administration (DEA, dt. Drogenbekämpfungsbehörde), einer dem Justizministerium der Vereinigten Staaten unterstellten Strafverfolgungsbehörde, deren Aufgabe und Ziel es ist, die illegale Herstellung von Drogen und den Drogenhandel in den USA zu unterbinden. Er verbüßt seine Strafe bis 7. April 2030 im Bundesgefängnis in Edgefield.

## Shower Posse
Die Shower Posse wurde in den 1980er Jahren von Lester Coke, dem Vater von Christopher Coke, gegründet und hat ihr Zentrum in Tivoli Gardens. Lester Coke wurde 1987 festgenommen und starb fünf Jahre später in der Haft unter ungeklärten Umständen, kurz vor der Auslieferung an die USA.
Der Gruppe werden 1400 Morde in den USA und viele Gewalttaten in Jamaika zugeschrieben.
Es gab nachweisliche Kontakte zwischen Ministerpräsident Bruce Golding und der Shower Posse, da Goldings Wahlbezirk in Tivoli Gardens lag. Es wird vermutet, dass er der Organisation Bauaufträge vermittelt hatte. Das wurde auch als Grund für die lange Dauer des Auslieferungsverfahrens gegen Coke gesehen.

## Dokumentationen
- 2013: Gangster – Ohne Skrupel und Moral; Staffel 2, Folge 9: Christopher Coke  / OT: The Kingston Kingpin: Christopher "Dudus" Coke

Guzmán kam.
- 2018: Die 7. Episode der Netflix-Krimi-Dokureihe namens Drug Lords handelt von Christopher Coke